# Alexander Nikolajewitsch Sacharjewski
Alexander Nikolajewitsch Sacharjewski (russisch Александр Николаевич Захарьевский; * 1894 in St. Petersburg; † 1965 in Leningrad) war ein russischer Physiker und Hochschullehrer.

## Leben
Sacharjewski studierte an der Universität St. Petersburg in der physikalisch-mathematischen Fakultät mit Abschluss 1920. Schon als Student wurde er von D. S. Roschdestwenski in das Optik-Institut (GOI) aufgenommen. Aber nach der Oktoberrevolution entbrannte der Russische Bürgerkrieg, so dass Sacharjewski bald in die Rote Armee eingezogen wurde. Er nahm an der Nord-Expedition des Hydrographie-Hauptamtes der Sowjetischen Marine teil. 1924 wurde er demobilisiert.
Zurück in Leningrad wurde Sacharjewski Leiter des Physik-Laboratoriums des Leningrader Werks für optisches Glas (LenSos) des GOI. Er steigerte die Qualität und Ausbeute durch verbesserte Schmelz- und Abkühlprozesse. 1928 baute er im GOI ein Laboratorium für die Entwicklung optischer Entfernungsmessmethoden für Marine und Armee auf. Er schuf eine wissenschaftliche Grundlage für die Serienproduktion entsprechender Geräte und hielt Vorlesungen in der Dserschinski-Artillerieakademie und ab 1930 im Leningrader Institut für Feinmechanik und Optik (LITMO). Zur Weiterentwicklung der optischen Geräte wurde er 1934 ins LenSos zurückgeschickt. 1935 wurde er ohne Vorlage einer Dissertation zum Doktor der technischen Wissenschaften promoviert. Im gleichen Jahr bekam er den Auftrag, ein Laboratorium für die Vorbereitung der Massenproduktion von Mikroskopen für Medizin, Biologie und Metallografie aufzubauen. Die erfolgreiche Arbeit schuf die Voraussetzungen, dass nach 1937 die Sowjetunion auf diesem Gebiet importunabhängig wurde.
1936 wurde Sacharjewski Professor und leitete nun den Lehrstuhl für optisch-mechanische Geräte des LITMO. 1941 wurde er Dekan der dortigen Optik-Fakultät. Nach Beginn des Deutsch-Sowjetischen Krieges und der Leningrader Blockade war er ab 1942 in der Evakuierung Chef der Montage der optischen Geräte für Armee und Marine. Seine Forschungs- und Lehrtätigkeit setzte er auch nach dem Kriege im LITMO fort. 1947 wurde er Korrespondierendes Mitglied der Akademie der Wissenschaften der UdSSR.
1950 kehrte er ins GOI zurück und wurde 1951 Leiter des Mikroskop-Laboratoriums, das neuartige Mikroskope für die speziellen Anforderungen der Laboratorien der Universität Moskau entwickelte. Ein weiterer Schwerpunkt seiner Arbeit war die Weiterentwicklung von Interferometern.

## Ehrungen
- Medaille „Für heldenmütige Arbeit im Großen Vaterländischen Krieg 1941–1945“
- Medaille „Zum 250-jährigen Jubiläum Leningrads“
- Orden des Roten Banners der Arbeit (zweimal)
- Orden des Roten Sterns
- Stalinpreis III. Klasse (1949) für neuartige optische Geräte